# Renazé
Renazé ist eine französische Gemeinde mit 2506 Einwohnern (Stand 1. Januar 2022) im Département Mayenne in der Region Pays de la Loire. Sie gehört zum Kanton Cossé-le-Vivien im Arrondissement Château-Gontier. Die Einwohner der Gemeinde werden Renazéennes genannt.

## Geografie
Renazé liegt in Westfrankreich in der Südwestecke des Départements Mayenne, 58 Kilometer südwestlich von Rennes, etwa 27 Kilometer südwestlich von Château-Gontier auf einer mittleren Höhe von 64 Metern über dem Meeresspiegel. Die Mairie steht auf einer Höhe von 76 Metern. Nachbargemeinden von Renazé sind Saint-Martin-du-Limet im Nordosten, Ombrée d’Anjou im Süden und Südwesten sowie Saint-Saturnin-du-Limet im Nordwesten. Das Gemeindegebiet hat eine Fläche von 1682 Hektar. An der nördlichen Gemeindegrenze verläuft der Fluss Chéran.
Die Gemeinde ist einer Klimazone des Typs Cfb (nach Köppen und Geiger) zugeordnet: Warmgemäßigtes Regenklima (C), vollfeucht (f), wärmster Monat unter 22 °C, mindestens vier Monate über 10 °C (b). Es herrscht Seeklima mit gemäßigtem Sommer.

## Geschichte

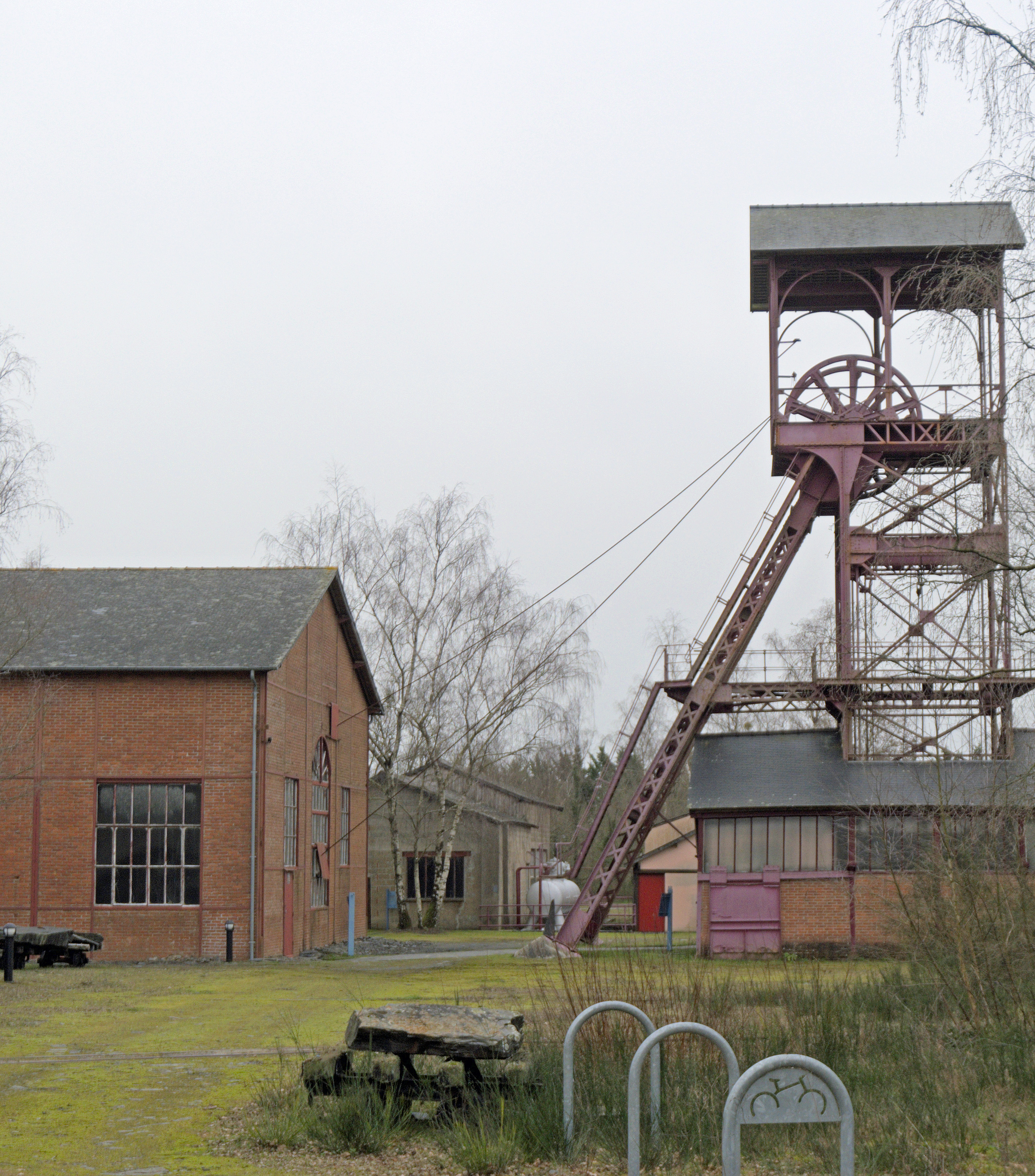
Alter Förderturm der Tonschiefermine

Renazé ist seit dem 15. Jahrhundert eine Hochburg der Schieferindustrie.

### Bevölkerungsentwicklung
| Jahr      | 1962 | 1968 | 1975 | 1982 | 1990 | 1999 | 2010 | 2019 |
| Einwohner | 3012 | 3007 | 2913 | 2881 | 2860 | 2791 | 2671 | 2529 |

## Kultur und Sehenswürdigkeiten
Im 19. Jahrhundert verzeichnete die Schieferindustrie einen Aufschwung. Die Schieferdeckung fand durch den vereinfachten Transport mittels Eisenbahn eine weite Verbreitung. In Renazé wurde der Schiefer verstärkt unterirdisch gefördert. 1857 gab es in der Gemeinde etwa 400 Ardoisiers (‚Schieferfacharbeiter‘), 1920 waren es etwa 1500. In den 1970er Jahren stagnierte der Schieferverkauf, die letzte Mine schloss 1975. 1979 wurde bei dieser Mine in Longchamps ein Schiefermuseum gegründet.
Renazé gehört zur römisch-katholischen Pfarrei Sainte Thérèse Cardinal Suhard des Bistums Laval. Die ursprüngliche Kirche war im 15. Jahrhundert erbaut worden. Sie war 1858 nur noch eine Ruine. Da die Kirche für die wachsende Gemeinde ohnehin zu klein geworden war, wurde 1859 der Bau einer neuen Kirche beschlossen. Die Kirche wurde 1863 geweiht. Schon 1867 begannen die Werksteine des Kirchturms zu zerbröckeln. 1897 wurde die Kirche renoviert. Am 19. Oktober 1980 fiel ein Dachbalken beim Chor herunter. Daraufhin wurde die Kirche abgerissen und eine neue Kirche errichtet, die am 30. Januar 1983 geweiht wurde. Im Altar, einem 750 Kilogramm schweren Schieferblock auf einem Plexiglassockel, sind Reliquien der Heiligen Cornelius und Konstantin eingeschlossen.
Im Krankenhaus von Renazé befindet sich das zurzeit einzige als Monument historique denkmalgeschützte Objekt. Es handelt sich um eine Glocke, die 1766 gegossen wurde.

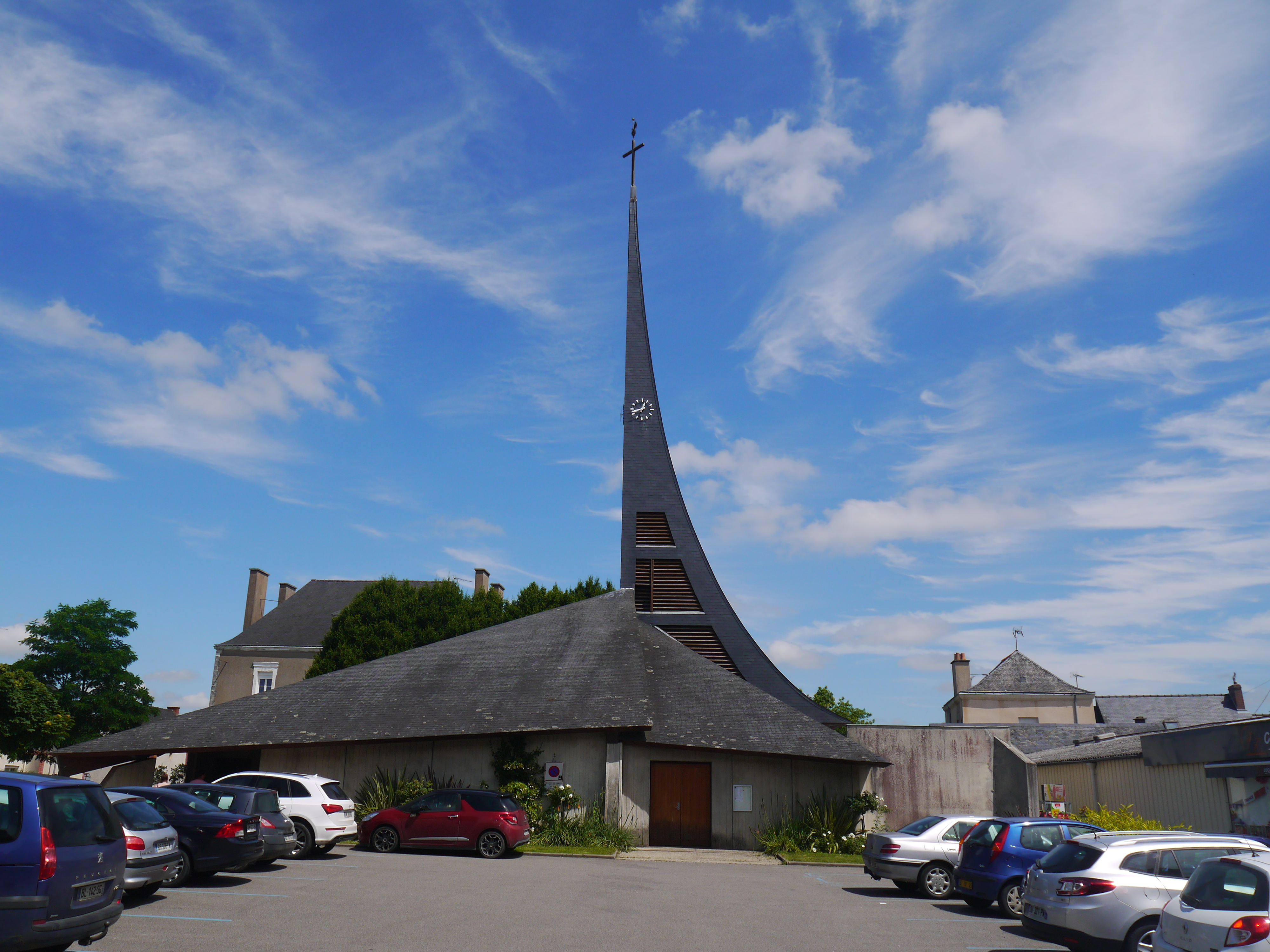
Kirche Saint-Augustin aus dem 20. Jahrhundert

## Wirtschaft und Infrastruktur
Im Jahr 2009 waren 44,3 Prozent der Erwerbstätigen in der Gemeinde beschäftigt, die anderen waren Pendler. 11,4 Prozent der Arbeitnehmer waren arbeitslos. Von den 1002 Erwerbstätigen waren 471 Arbeiter, 258 Angestellte, 60 Geschäfts-, Betriebs- oder Firmeninhaber und 28 Landwirte.
Es gibt eine öffentliche École maternelle, eine öffentliche und eine private Grundschule und ein Collège in der Gemeinde.
Der nächstgelegene Haltepunkt befindet sich in Martigné-Ferchaud und ist 20,2 Kilometer entfernt. Der nächste Flughafen ist der 35 Kilometer entfernt liegende Flughafen Laval – Entrammes in Entrammes.
Auf dem Gemeindegebiet gelten kontrollierte Herkunftsbezeichnungen (AOC) für Maine-Anjou-Rinder sowie geschützte geographische Angaben (IGP) für Rindfleisch (Bœuf du Maine), Geflügel (Volailles de Bretagne, de Janzé, de Loué und du Maine), Hühnerei (Œufs de Loué), Buchweizenmehl (Farine de blé noir de Bretagne – Gwinizh du Breizh) und Cidre de Bretagne oder breton.

## Städtepartnerschaft
- Kirchheim in Schwaben seit 1997

## Persönlichkeiten
- Christine Levisse-Touzé (* 1955), Historikerin und Museumsleiterin